# Jay-Z

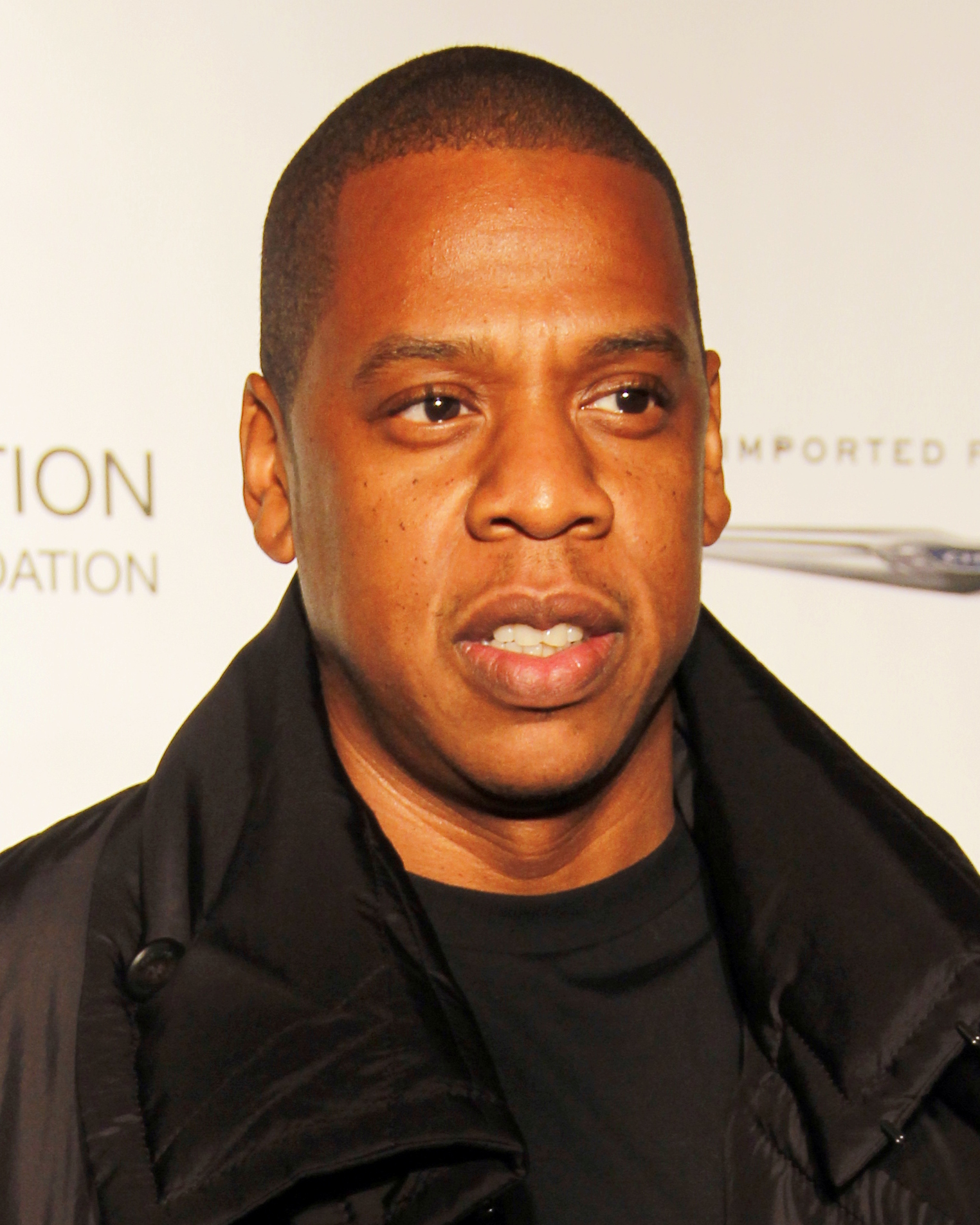
Jay-Z (2011)

Jay-Z (* 4. Dezember 1969 als Shawn Corey Carter in New York City) ist ein US-amerikanischer Rapper, Musikproduzent und Unternehmer. Er wird als einer der einflussreichsten Hip-Hop-Musiker bezeichnet. Carter war Chief Executive Officer (CEO) der Plattenfirma Def Jam. Er ist Eigentümer der Modefirma Rocawear, zu 50 % Anteilhaber der Champagner-Marke Armand de Brignac, Mitglied des Verwaltungsrats von Square und Teil einer Investorengruppe, die 25 % von Mitchell & Ness besitzt. Seit 2008 ist er mit der R&B-Sängerin Beyoncé verheiratet.

## Leben

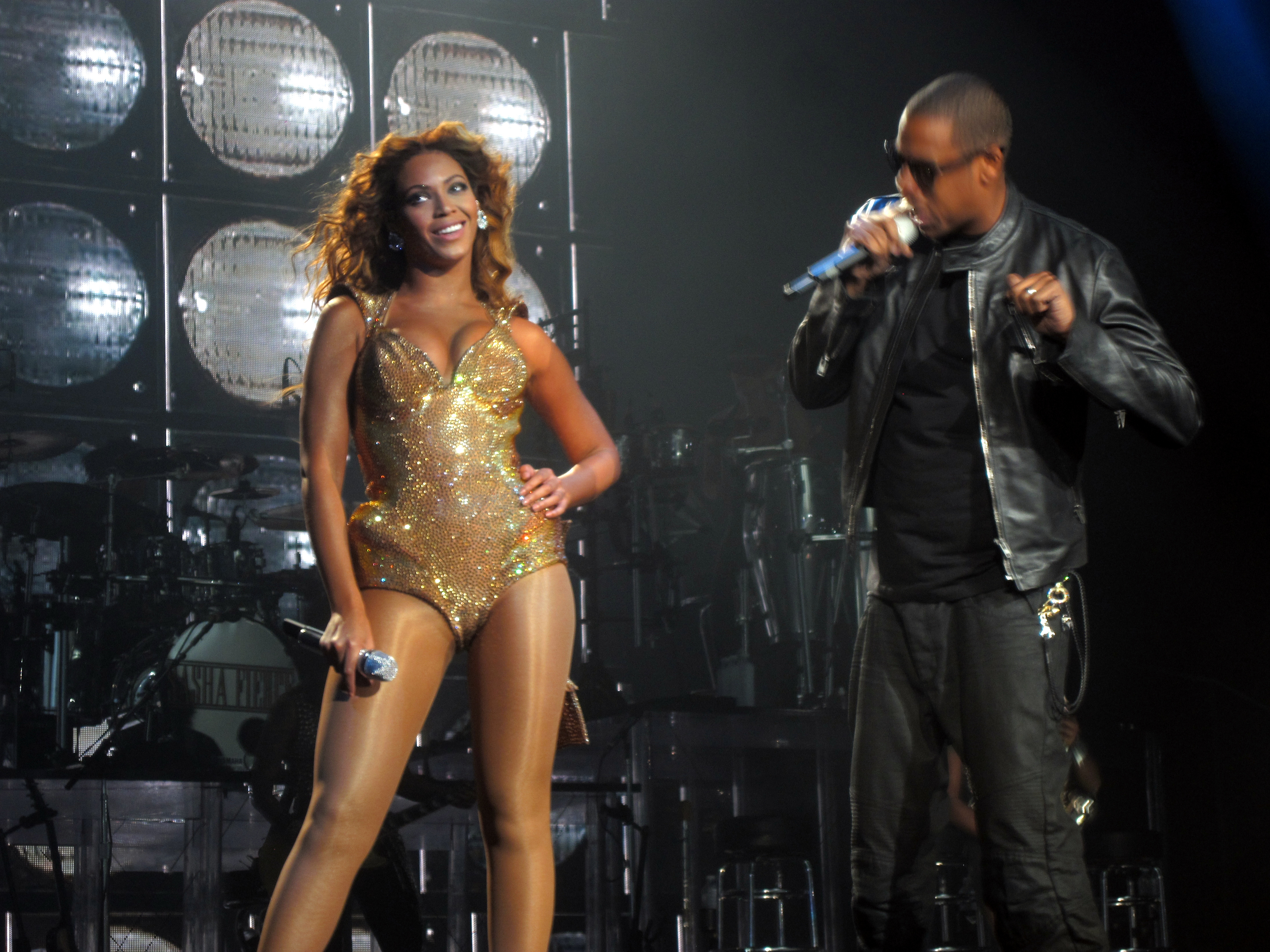
Jay-Z mit seiner Ehefrau Beyoncé

Er wurde 1969 in Brooklyn geboren und zusammen mit drei Geschwistern von seiner alleinerziehenden Mutter Gloria Carter aufgezogen, nachdem der Vater Adnis Reeves die Familie verlassen hatte. Der Vater starb 2003. 
Carters Künstlername war ursprünglich „Jazzy“, bis er merkte, dass es bereits diverse Künstler mit diesem Namen gab. Erlebnisse im Alltag und spontane Texteinfälle für Songs schrieb er unterwegs auf Papiertüten, um diese gesammelten Ideen und Wortfragmente daheim in ein Notizbuch zu übertragen.
Später trainierte er sein Sprachvermögen, indem er sich immer längere Liedstrophen, die er komponiert hatte, im Geiste einprägte und rezitierte. Sein Song Bring It On, der sich auf seinem Debütalbum Reasonable Doubt von 1996 befindet, enthält die Zeile: „Street knowledge amazin to scholars when we coin phrases for dollars“, was übersetzt ungefähr bedeutet: „Das Wissen der Straße, das Gelehrte erstaunt, wenn wir Sätze in Dollar-Noten ummünzen.“ Seine Eltern hatten häufig Hauspartys gefeiert und besaßen eine große Plattensammlung, was seine musikalische Entwicklung beeinflusste.
Nach mehreren erfolglosen Versuchen, eine Karriere als Musiker zu beginnen, gründete er schließlich mit Damon Dash die Plattenfirma Roc-a-Fella Records, über die er sein Debütalbum Reasonable Doubt veröffentlichte. Dieses fand zwar einigen Anklang in der Szene, brachte jedoch keinen kommerziellen Erfolg. Es enthielt vier Singleauskopplungen: Ain’t No Nigga (mit Foxy Brown), Can’t Knock the Hustle (mit Mary J. Blige), Dead Presidents (das ein Sample des Rappers Nas I'm Out for Dead Presidents to Represent Me enthielt) und Feelin' It.
1997 platzierte sich das Nachfolgealbum In My Lifetime, Vol. 1 auf Platz drei der US-Charts und legte den Grundstein für seinen finanziellen Erfolg bei einem breiteren Publikum. Ein Jahr später veröffentlichte Jay-Z, wie er sich nun nannte, das Album Vol. 2… Hard Knock Life und verlagerte damit seinen Fokus von der Rap-Musik auf ein Mainstream-Publikum. Aus dem Album wurden die Singles Can I Get A…, Hard Knock Life (Ghetto Anthem), Jigga What?, Jigga Who?, It’s Alright und Money Ain’t a Thang ausgekoppelt.
1999 wurde Vol. 3… Life and Times of S. Carter veröffentlicht, ein kommerziell erfolgreiches Album, das weiteren Anlass für Kritik am Pop-orientierten Stil seiner Musik aus der Rap-Szene gab. Gastmusiker auf seinem nächsten Album The Dynasty: Roc La Familia sind beispielsweise Beanie Sigel, Memphis Bleek, Amil, Scarface, Just Blaze, R. Kelly, Kanye West, The Neptunes und Snoop Dogg.
Der nächste Erfolg für Jay-Z war das 2001 veröffentlichte Album The Blueprint, gefolgt von einem Unplugged-Album. Dann wurde das Album Best of Both Worlds mit R. Kelly veröffentlicht. 2002 kam mit The Blueprint 2: The Gift & the Curse ein Doppelalbum auf den Markt.

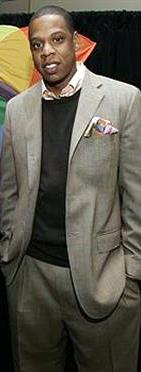
Jay-Z im März 2007

2003 ging Jay-Z mit Rappern wie 50 Cent, Busta Rhymes und Sean Paul auf Tournee, während er an seinem Album The Black Album arbeitete. Von diesem wurde auch eine gesonderte A-cappella-Version produziert, um Remixe durch andere Musiker zu fördern. Das bekannteste und kontroverseste dieser Projekte war 2004 The Grey Album von DJ Danger Mouse, der The Black Album mit dem White Album der Beatles kombinierte, so dass ein Mashup-Album entstand. Die Plattenfirma EMI unternahm rechtliche Schritte gegen das Grey Album, was die Internet-Protestaktion Grey Tuesday auslöste. Ebenfalls 2004 entstand in Zusammenarbeit mit Linkin Park im Rahmen der MTV Ultimative Mash-Ups ein Kollaborations-Album mit Namen Collision Course.
Neben musikalischen Aktivitäten versuchte sich Jay-Z mit dem Designerlabel Roc-a-Wear auch in der Modeindustrie. Außerdem brachte er zusammen mit der Sportfirma Reebok eine Schuhkollektion mit dem Namen S. Carter bzw. Shawn Carter heraus. Weiterhin ist er Miteigentümer der NBA-Basketballmannschaft Brooklyn Nets.
Im Dezember 2004 wurde er zum neuen Präsidenten und Chief Executive Officer des Hip-Hop-Labels Def Jam ernannt, nachdem dieses Roc-a-Fella Records vollständig übernommen hatte. Jay-Zs Vertrag mit Def Jam lief Ende 2007 aus und wurde nicht verlängert. Seine Nachfolge trat im Juni 2008 Shakir Stewart an.
2006 versöhnte er sich nach mehrjährigem Streit mit Nas, der auf seinem Album American Gangster mitwirkt. Nach dem angekündigten Ende seiner musikalischen Karriere in Form des Black Album, das sein letztes sein sollte, wurde sein Comeback-Album Kingdom Come am 21. November 2006 veröffentlicht. Im Herbst 2006 tourte Jay-Z zusammen mit Memphis Bleek und einigen Musikern seines Labels Roc-A-Fella Records durch Europa, Australien, Japan und Afrika bei der Water for Life Tour, mit dem Zweck, sauberes Trinkwasser für Familien in Afrika zugänglich zu machen.
Im August 2007 berichtete das Forbes Magazine, dass Jay-Z mit einem geschätzten Jahreseinkommen von 36 Millionen US-Dollar Topverdiener im Bereich Hip-Hop ist. Im Zeitraum Juni 2009 bis Juni 2010 verdiente Jay-Z laut Forbes 63 Millionen US-Dollar. Sein Vermögen schätzte das Magazin im Jahr 2020 auf eine Milliarde US-Dollar.
Am 4. April 2008 heiratete Jay-Z die Sängerin Beyoncé Knowles, bekannt als Beyoncé, mit der er vom Forbes Magazine als bestverdienendes Paar Hollywoods gelistet wurde. Am 5. Juni 2009 erschien die Promo-Single D.O.A. (Death of Auto-Tune) zu seinem Album The Blueprint 3, das am 8. September bei Roc Nation erschien. Mit über zwei Millionen Verkäufen war es erfolgreicher als die beiden Vorgänger. Die Aufnahmen hatten größtenteils auf Hawaii stattgefunden. Als erste offizielle Single erschien Run This Town, die er zusammen mit Rihanna und Kanye West aufgenommen hatte, 2010 wurde der Song mit zwei Grammys ausgezeichnet. Die nächste Auskopplung Empire State of Mind avancierte zu seinem erfolgreichsten Song und hielt sich fünf Wochen an der Spitze der Billboard Hot 100.
Ursprünglich als EP angekündigt, veröffentlichte Jay-Z im August 2011 gemeinsam mit Kanye West als The Throne das Album Watch the Throne. Beide Rapper hatten seit 2000 regelmäßig zusammengearbeitet; auch auf zwei Stücken von Wests Album My Beautiful Dark Twisted Fantasy war Jay-Z vertreten. Aufgenommen wurde das Werk unter anderem in New York, Sydney, Paris und den Real World Studios in Wiltshire, England. Vorab wurden der von den Kritikern unterschiedlich aufgenommene Song H•A•M und das erfolgreichere Stück Otis ausgekoppelt. Für letzteres wurde Try a Little Tenderness von Otis Redding verwendet. Ungewöhnlich für ein medial viel beachtetes Album, wurde Watch the Throne aufgrund erhöhter Sicherheitsmaßnahmen nicht vorab geleakt. Mit einem Charteinstieg auf Platz eins in der Schweiz, Platz zwei in Deutschland und Platz zwölf in Österreich ist Watch the Throne das erfolgreichste Werk der beiden Musiker in den deutschsprachigen Ländern. In den USA erreichte es als fünftes Album von West und als zwölftes von Jay-Z die Spitzenposition. Im iTunes Store stellte es mit 290.000 Downloads in der ersten Woche einen Rekord auf. Mit knapp 1,2 Millionen Verkäufen landete es auf Platz 14 der amerikanischen Jahrescharts. Das Artwork zum Album lieferte der Givenchy-Stardesigner Riccardo Tisci. Die Single Niggas in Paris wurde sein elfter Top-5-Hit in den USA und wurde später mit Neunfach-Platin ausgezeichnet.
Beginnend am 28. September spielte Jay-Z insgesamt acht Konzerte bis zum 6. Oktober zur Einweihung des Barclays Centers im New Yorker Stadtteil Brooklyn. Dort spielt nun der Basketball-Verein Brooklyn Nets, bei dem er auch Anteile hält. Zu der Konzertreihe erschien ein Livealbum unter dem Namen Jay-Z Live in Brooklyn.
Beim fünften Spiel der NBA-Finalserie zwischen Miami Heat und den San Antonio Spurs, das am 16. Juni 2013 stattfand, wurde in der Halbzeitpause ein von Samsung gesponsertes Video ausgestrahlt, das Jay-Z mit den Produzenten Timbaland, Pharrell Williams, Swizz Beatz und Rick Rubin im Studio zeigt. Beworben wurde sein zwölftes Studioalbum mit dem Namen Magna Carta Holy Grail. Dieses sollte, wie groß von den Beteiligten propagiert, „Geschichte schreiben“, indem es schon am 4. Juli kostenlos für eine Million Samsung-Smartphone-Nutzer zur Verfügung steht und erst am 8. Juli als CD oder Download im Handel erhältlich ist. Samsung hatte Jay-Z für mehrere Millionen US-Dollar eine Million Download-Alben abgekauft. Die große mediale Aufmerksamkeit beschränkte sich mehrheitlich auf die spektakuläre Promotion und Veröffentlichung, das Album wurde aus musikalischer Sicht als eher durchschnittlich beschrieben. In den USA wurde Magna Carta Holy Grail dank der Handy-App als erstes Album schon am Tag der Veröffentlichung, dem 9. Juli, mit Platin ausgezeichnet und später sein dreizehntes Nummer-eins-Album. In Großbritannien sowie in den deutschsprachigen Ländern avancierte es zu seinem höchstplatzierten Soloalbum. Ebenfalls am 9. Juli erschien in einigen Ländern sein Auftritt beim Coachella 2010 als Livealbum über iTunes.
Im Zuge einer gemeinsamen Tour veröffentlichte Jay-Z zusammen mit Beyoncé im Jahr 2018 mit Everything Is Love unter dem Namen The Carters erstmals ein Kollaborationsalbum. Zuvor hatte er seine Frau schon auf einzelnen Konzerten vergangener Tourneen wie der The Mrs. Carter Show World Tour begleitet.
Jay-Z ist laut Forbes der erste Milliardär der Hip-Hop Branche.
2021 verkaufte Jay-Z seinen 2015 erworbenen Anteil am Unternehmen Tidal an Square für 297 Millionen US-Dollar und 50 % seines 2014 erworbenen Unternehmens Armand de Brignac an LVMH für, von Forbes geschätzte, 300 Millionen US-Dollar.

## Reputation in der Hip-Hop-Szene
Die Alben Reasonable Doubt und The Blueprint gelten als Klassiker innerhalb der Hip-Hop-Szene. Sein Album The Blueprint taucht in den Jahresbestenlisten verschiedener Musikmagazine, wie im US-Rolling Stone, New Musical Express, Spin und im Pitchfork Media auf. Er gilt außerdem als einer der kommerziell erfolgreichsten schwarzen Musiker seiner Zeit.
In einem Interview 2009 kritisierte Rapper The Game das Verhalten Jay-Zs als nicht mehr altersgerecht.
Der Rolling Stone listete Jay-Z auf Rang 88 der 100 größten Musiker sowie auf Rang 68 der 100 größten Songwriter aller Zeiten.

## Diskografie
Studioalben

| Jahr | Titel Musiklabel                                               | Höchstplatzierung, Gesamtwochen, AuszeichnungChartplatzierungen (Jahr, Titel, Musiklabel, Platzierungen, Wochen, Auszeichnungen, Anmerkungen) | Höchstplatzierung, Gesamtwochen, AuszeichnungChartplatzierungen (Jahr, Titel, Musiklabel, Platzierungen, Wochen, Auszeichnungen, Anmerkungen) | Höchstplatzierung, Gesamtwochen, AuszeichnungChartplatzierungen (Jahr, Titel, Musiklabel, Platzierungen, Wochen, Auszeichnungen, Anmerkungen) | Höchstplatzierung, Gesamtwochen, AuszeichnungChartplatzierungen (Jahr, Titel, Musiklabel, Platzierungen, Wochen, Auszeichnungen, Anmerkungen) | Höchstplatzierung, Gesamtwochen, AuszeichnungChartplatzierungen (Jahr, Titel, Musiklabel, Platzierungen, Wochen, Auszeichnungen, Anmerkungen) | Anmerkungen                                                    |
| Jahr | Titel Musiklabel                                               | DE | AT | CH | UK | US | Anmerkungen                                                    |
| ---- | -------------------------------------------------------------- | --- | --- | --- | --- | --- | -------------------------------------------------------------- |
| 1996 | Reasonable Doubt Roc-a-Fella Records (Priority)                | — | — | — | UK— GoldUK | US23 Platin · (18 Wo.)US | Erstveröffentlichung: 25. Juni 1996 Verkäufe: + 1.100.000      |
| 1997 | In My Lifetime, Vol. 1 Roc-a-Fella Records (Polygram)          | — | — | — | UK78 Silber · (1 Wo.)UK | US3 Platin · (24 Wo.)US | Erstveröffentlichung: 4. November 1997 Verkäufe: + 1.060.000   |
| 1998 | Vol. 2… Hard Knock Life Roc-a-Fella Records (BMG)              | DE76 (7 Wo.)DE | — | — | UK— GoldUK | US1 ×6Sechsfachplatin · (69 Wo.)US | Erstveröffentlichung: 28. September 1998 Verkäufe: + 6.200.000 |
| 1999 | Vol. 3… Life and Times of S. Carter Roc-a-Fella Records (UMG)  | — | — | CH75 (3 Wo.)CH | UK— SilberUK | US1 ×3Dreifachplatin · (47 Wo.)US | Erstveröffentlichung: 13. Dezember 1999 Verkäufe: + 3.110.000  |
| 2000 | The Dynasty: Roc La Familia Roc-a-Fella Records (UMG)          | DE98 (1 Wo.)DE | — | CH89 (1 Wo.)CH | UK86 Silber · (2 Wo.)UK | US1 ×2Doppelplatin · (33 Wo.)US | Erstveröffentlichung: 27. Oktober 2000 Verkäufe: + 2.060.000   |
| 2001 | The Blueprint Roc-a-Fella Records (UMG)                        | DE55 (3 Wo.)DE | — | CH59 (5 Wo.)CH | UK30 Gold · (10 Wo.)UK | US1 ×3Dreifachplatin · (35 Wo.)US | Erstveröffentlichung: 11. September 2001 Verkäufe: + 3.312.000 |
| 2002 | The Blueprint²: The Gift & The Curse Roc-a-Fella Records (UMG) | DE61 (7 Wo.)DE | — | CH52 (13 Wo.)CH | UK23 Gold · (16 Wo.)UK | US1 ×3Dreifachplatin · (26 Wo.)US | Erstveröffentlichung: 12. November 2002 Verkäufe: + 3.300.000  |
| 2003 | The Black Album Roc-a-Fella Records (UMG)                      | DE47 (8 Wo.)DE | — | CH29 (9 Wo.)CH | UK34 Platin · (24 Wo.)UK | US1 ×4Vierfachplatin · (61 Wo.)US | Erstveröffentlichung: 14. November 2003 Verkäufe: + 4.400.000  |
| 2006 | Kingdom Come Roc-a-Fella Records (UMG)                         | DE76 (1 Wo.)DE | — | CH17 (5 Wo.)CH | UK35 Gold · (5 Wo.)UK | US1 ×2Doppelplatin · (19 Wo.)US | Erstveröffentlichung: 21. November 2006 Verkäufe: + 2.200.000  |
| 2007 | American Gangster Roc-a-Fella Records (UMG)                    | DE99 (1 Wo.)DE | — | CH17 (4 Wo.)CH | UK30 Silber · (5 Wo.)UK | US1 Platin · (26 Wo.)US | Erstveröffentlichung: 6. November 2007 Verkäufe: + 1.110.000   |
| 2009 | The Blueprint 3 Roc Nation (UMG)                               | DE22 (6 Wo.)DE | AT37 (2 Wo.)AT | CH12 (26 Wo.)CH | UK4 Platin · (38 Wo.)UK | US1 ×2Doppelplatin · (55 Wo.)US | Erstveröffentlichung: 8. September 2009 Verkäufe: + 3.000.000  |
| 2013 | Magna Carta…Holy Grail Roc Nation (UMG)                        | DE9 (9 Wo.)DE | AT14 (4 Wo.)AT | CH1 (18 Wo.)CH | UK1 Gold · (15 Wo.)UK | US1 ×3Dreifachplatin · (37 Wo.)US | Erstveröffentlichung: 4. Juli 2013 Verkäufe: + 3.197.500       |
| 2017 | 4:44 Roc Nation (UMG)                                          | DE15 (3 Wo.)DE | AT11 (2 Wo.)AT | CH5 (7 Wo.)CH | UK3 Silber · (9 Wo.)UK | US1 ×2Doppelplatin · (26 Wo.)US | Erstveröffentlichung: 30. Juni 2017 Verkäufe: + 2.060.000      |

## Filmografie
- 1998: Streets Is Watching
- 2000: Hard Knock Life
- 2002: State Property
- 2002: Paper Soldiers
- 2004: Fade to Black
- 2006: Diary of Jay-Z: Water for Life
- 2021: The Harder They Fall (Produktion)
- 2023: The Book of Clarence (Produktion)

## Auszeichnungen

### Grammy Awards
- 1999: Best Rap Album: Vol. 2… Hard Knock Life
- 2001: Best Rap Performance By A Duo Or Group: Big Pimpin’ (Jay-Z feat. UGK)
- 2004: Best R&B Song: Crazy in Love (Beyoncé feat. Jay-Z)
- 2004: Best Rap/Sung Collaboration: Crazy in Love (Beyoncé feat. Jay-Z)
- 2005: Best Rap Solo Performance: 99 Problems
- 2006: Best Rap/Sung Collaboration: Numb/Encore (Jay-Z & Linkin Park)
- 2008: Best Rap/Sung Collaboration: Umbrella (Rihanna feat. Jay-Z)
- 2009: Best Rap Performance By A Duo Or Group: Swagga Like Us (Jay-Z & T.I. feat. Lil Wayne & Kanye West)
- 2010: Best Rap Solo Performance: D.O.A. (Death of Auto-Tune)
- 2010: Best Rap/Sung Collaboration: Run This Town (Jay-Z, Rihanna & Kanye West)
- 2010: Best Rap Song: Run This Town (Jay-Z, Rihanna & Kanye West)
- 2011: Best Rap Performance by a Duo or a Group: On to the Next One (Jay-Z feat. Swizz Beatz)
- 2011: Best Rap/Sung Collaboration: Empire State of Mind (Jay-Z feat. Alicia Keys)
- 2011: Best Rap Song: Empire State of Mind (Jay-Z feat. Alicia Keys)
- 2012: Best Rap Performance: Otis (Jay-Z & Kanye West feat. Otis Redding)
- 2013: Best Rap/Sung Collaboration: No Church in the Wild (Jay-Z & Kanye West feat. Frank Ocean & The-Dream)
- 2013: Best Rap Performance: N****s in Paris (Jay-Z & Kanye West)
- 2013: Best Rap Song: N****s in Paris (Jay-Z & Kanye West)
- 2014: Best Rap/Sung Collaboration: Holy Grail (Jay-Z feat. Justin Timberlake)
- 2014: Best Music Video: Suit & Tie (Justin Timberlake feat. Jay-Z)
- 2015: Best R&B Performance: Drunk in Love (Beyoncé feat. Jay-Z)
- 2015: Best R&B Song: Drunk in Love (Beyoncé feat. Jay-Z)
- 2019: Best Progressive R&B Album: Everything Is Love (Beyoncé & Jay-Z als The Carters)
- 2022: Best Rap Song: Jail (Kanye West feat. Jay-Z)

### Weitere Nominierungen
- 1999: Best Rap Solo Performance: Hard Knock Life
- 1999: Best Rap Performance By A Duo Or Group: Money Ain’t a Thang (mit JD)
- 2001: Best Rap Album: Vol. 3: The Life and Times of S. Carter
- 2002: Best Rap Performance By A Duo Or Group: Change the Game (mit Beanie Sigel, Memphis Bleek & Static)
- 2002: Best Rap Solo Performance: Izzo (H.O.V.A.)
- 2003: Best Male Rap Solo Performance: Song Cry
- 2004: Best Rap Album: The Blueprint 2: The Gift & Curse
- 2004: Best Rap Song: Excuse Me Miss (mit Pharrell Williams)
- 2004: Best Rap/Song Collaboration: Frontin (mit Pharrell Williams)
- 2004: Record of the Year: Crazy in Love (mit Beyoncé)
- 2005: Best Rap Album: The Black Album
- 2005: Best Rap Song: 99 Problems

### Soul Train Music Award
- 2005: Soul Train Music Award for Best R&B/Soul or Rap Music Video: 99 Problems
- 2007: Soul Train Music Award for Best R&B/Soul or Rap Music Video: Show Me What You Got

### Sonstige
- 2021: Aufnahme als Interpret in die Rock and Roll Hall of Fame